# Marinus Voorberg
Marinus Cornelis Voorberg (* 7. Mai 1920 in Hoek van Holland; † 30. Juli 1985 in Hilversum) war ein niederländischer Pianist und Dirigent.

## Leben und Wirken
Voorberg studierte am Konservatorium Den Haag Klavier und Orgel und machte dort 1940 seinen Abschluss. Konzertreisen als Pianist führten ihn durch Europa, nach Israel, Indien und Indonesien. Von 1950 bis 1952 studierte er in Italien Chorleitung und übernahm 1952 die Leitung des NCRV Vocaal Ensemble (dem späteren Niederländischen Vokalensemble) bis zu dessen Auflösung 1978. Ab 1961 wirkte er außerdem als Dirigent des Amsterdam Chamber Orchestra (späteres Concertgebouw Kamerorkest). Von 1975 bis 1981 leitete Voorberg zudem den Südfunkchor, das heutige SWR Vokalensemble Stuttgart. Voorberg konzentrierte sich als Chordirigent insbesondere auf anspruchsvolles A-cappella-Repertoire und setzte sich für zeitgenössische Komponisten ein. 1971 wurde er zum Ritter des Ordens von Oranien-Nassau ernannt.
Mit dem Dirigenten Voorberg liegen Fernseh- und Rundfunkaufzeichnungen sowie Plattenaufnahmen vor. 1970 erhielt er den Edison-Preis für eine Einspielung mit Madrigalen und Responsorien Claudio Monteverdis.
Beigesetzt wurde Marinus Voorberg auf dem Hilversum Zuiderhof.